# I Write Sins Not Tragedies
I Write Sins Not Tragedies is een nummer van de Amerikaanse alternatieve rockband Panic! at the Disco uit 2006. Het is de tweede single van hun debuutalbum A Fever You Can't Sweat Out.
In de videoclip van het zien we een bruiloft ruw onderbroken worden door een groep circusartiesten, de familie van de bruidegom. De circusartiesten proberen met een hoop ophef de bruidegom duidelijk te maken dat de bruid en haar saaie familie niets voor hem zijn, er een te groot verschil is tussen hun levens.
Het nummer werd een (bescheiden) hit in een aantal, vooral Engelssprekende landen. In de Amerikaanse Billboard Hot 100 haalde het de 7e positie. In de Nederlandse Top 40 haalde het de 29e positie, in Vlaanderen bleef het steken op een 12e positie in de Tipparade.

## NPO Radio 2 Top 2000
| Nummer met noteringen in de NPO Radio 2 Top 2000 | '20  | '21  |
| ------------------------------------------------ | ---- | ---- |
| I Write Sins Not Tragedies                       | 1873 | 1985 |

1. ↑  Een vetgedrukt getal geeft de hoogste notering aan.
2. ↑  2020 was het eerste jaar met een notering voor dit nummer.
3. ↑  Deze tabel is bijgewerkt tot en met de laatste editie (2024).